# 巴胡拉河
巴胡拉河（俄語：Река Бахура）或犬主川（日语：／）是萨哈林州的河流，源起苏苏奈斯基山脉索科尔斯基山北，东流经多冷杉和针叶林的山谷，长17公里，流域面积55平方公里，注入鄂霍茨克海。舒亚河和宗加河流入。

## 引用
1. ↑  . 国家水登记处.   [2024-08-24]. （原始内容存档于2024-12-18） （俄语）.
2. ↑  М·Г·瓦西科夫斯基. . 列宁格勒: 气象出版社. 1973 （俄语）.
3. ↑  . （原始内容存档于2012-01-23）.